# Horamella fassli
Horamella fassli är en fjärilsart som beskrevs av Max Wilhelm Karl Draudt 1915. Horamella fassli ingår i släktet Horamella och familjen björnspinnare. Inga underarter finns listade i Catalogue of Life.